# Сливинский, Евгений Викторович
Евгений Викторович Сливинский (15 декабря 1941 года — 15 июня 2004 года) — учёный-химик, крупный ученый в области нефтехимии и катализа, заведующий лабораторией Института нефтехимического синтеза имени A. B. Топчиева РАН, лауреат премии имени В. Н. Ипатьева.
В 1959 году окончил среднюю школу № 1 города Петушки с серебряной медалью.
Сделал значительный вклад в разработку уникальных технологий производства ценных нефтехимических продуктов, не имеющих аналогов в мире, а также в улучшение уже существующих технологий.
Использовав метод меченых атомов установил механизм образования метанола, что дало мощный стимул к совершенствованию технологии производства этого многотоннажного продукта нефтехимии из синтез-газа (смесь оксида углерода и водорода).
Разработал новый класс каталитических реакций на базе синтез-газа и ацетиленов — получение спиртов, диолов и сложных эфиров.
Создатель научных основ процесса гидроформилирования олефинов в присутствии родиевых катализаторов, что позволило разработать технологии получения ряда ценных продуктов, в том числе двустадийный процесс получения изопрена, первая стадия которого мощностью 100 тонн/год реализована на опытном заводе НПП «Ярсинтез» в 1993 году, и процесс получения сверхчистого препарата «валокордин», прошедшего опытно-промышленные испытания на том же заводе в 1995 году.
В последние годы разработал оригинальный процесс превращения аллен-метилацетиленовой фракции, являющейся побочным продуктом многотоннажного процесса пиролиза прямогонных бензинов, в ценный мономер для производства пластических масс — метил-метакрилат.
Создатель технологии получения синтетического жидкого топлива из синтез-газа по методу Фишера-Тропша. Разработанные оригинальные каталитические системы позволяют в одну стадию получать бытовое топливо (пропан-бутан), бензин и дизельное топливо. Другим оригинальным процессом получения углеводородов топливного назначения из альтернативного сырья, разработанным Е. В. Сливинским, является синтез высококачественного бензина из диметилового эфира. Оба процесса подготовлены к опытно-промышленному внедрению.
В лаборатории, которой руководил Сливинский, был создан и успешно функционирует филиал Кафедры технологии нефтехимического синтеза и искусственного жидкого топлива Московской государственной академии тонкой химической технологии имени М. В. Ломоносова (МГАТХТ).
Автор более 250 научных трудов, в том числе более 30 авторских свидетельств и патентов. В последние годы в соавторстве с академиком Н. А. Платэ была издана монография «Основы химии и технологии мономеров», удостоенная премии «Книжный Оскар» как лучшая научная книга России за 2003 год.
Под его руководством защищены 17 кандидатских и 2 докторские диссертации.
Около 10 лет читал курс лекций на химическом факультете МГУ и в МГАТХТ в качестве приглашенного профессора.
Членство в научных организациях:
- член Ученого совета ИНХС РАН и ряда квалификационных советов
- член редколлегии журнала «Нефтехимия»
- около 10 лет — ученый секретарь Совета по присуждению премии имени В. Н. Ипатьева РАН.

## Награды
Премия имени В. Н. Ипатьева (за 1994 год, совместно с С. М. Локтевым, Г. А. Корнеевой) — за цикл работ «Разработка научных основ и технологии получения кислородсодержащих продуктов гидроформилированием непредельных соединений на родиевых катализаторах под давлением»